# 스즈키 도모키
스즈키 도모키(일본어: 鈴木 智樹, 1985년 6월 8일 ~ )는 일본의 전 축구 선수이다.

## 구단 경력
과거 콘사돌레 삿포로에서 활동하였다.